# Terentius albofasciarius
Terentius albofasciarius är en insektsart som beskrevs av Tian och Yuan. Terentius albofasciarius ingår i släktet Terentius och familjen hornstritar. Inga underarter finns listade i Catalogue of Life.